# Chantonnay
Chantonnay település Franciaországban, Vendée megyében. Lakosainak száma 8518 fő (2022. január 1.). Chantonnay Bazoges-en-Pareds, Bournezeau, La Jaudonnière, La Réorthe, Sainte-Cécile, Saint-Germain-de-Prinçay, Saint-Hilaire-le-Vouhis, Saint-Juire-Champgillon és Sigournais községekkel határos.

## Népesség
A település népességének változása:
| Lakosok száma | 8271 | 8279 | 8711 | 8318 | 8354 | 8394 | 8434 | 8447 | 8518 |
|               | 2013 | 2015 | 2016 | 2017 | 2018 | 2019 | 2020 | 2021 | 2022 |